# Deutsche Bildung
Der Lehrgang Deutsche Bildung lief von 1919 bis 1938 in Österreich.
Geistiger Vater und eigentlicher Gründer des Lehrgangs war der österreichische Historiker und Germanist Georg Hüsing. Für die Organisation und Durchführung des Lehrgangs zeichnete die Gesellschaft Deutsche Bildung verantwortlich, die am 25. November 1930 von dem österreichischen Volkskundler Edmund Mudrak bei der Polizeidirektion Wien angemeldet wurde. Der Lehrgang basierte auf völkischem Gedankengut und wandte sich in seinen Kursen, deren zentrale Themen ‚Rassenpflege‘ und ‚Rasseverpflichtung‘ waren, hauptsächlich an Schüler, Studenten, Altakademiker und Angehörige der Jugendbewegung.
Der Lehrgang ‚Deutsche Bildung’ lief jährlich von 1919 bis 1938, allerdings mit einer einjährigen Unterbrechung, zu der es bereits im zweiten Lehrgansjahr 1920 kam. Zu Beginn bestand der Lehrgang noch aus 320 Unterrichtsstunden, doch nahm in den Folgejahren sowohl die Stundenzahl als auch die Zahl der Lehrkräfte rapide ab.
Dauerhafte Lehrkräfte waren Georg Hüsing, Othmar Spann, Gustav Kraitschek, Karl von Spieß, Wolfgang Schultz, Lothar Tirala und Edmund Mudrak.
Der NS-treue Archäologe Otto Wilhelm von Vacano beschreibt ihn als einen Lehrgang, „in dem sich die völkische deutsche Jugend der Bünde und der Studentenschaft die geistigen Waffen für den Weltanschauungskampf schmieden sollte.“ Der als Lehrgangsdozent tätige Karl von Spieß hebt hervor, dass in dem Lehrgang „von Anfang an unter deutscher Bildung das Wissen um die volkseigenen Werte verstanden wurde, die sich als Rasse, Sprache und arische Überlieferungswelt darbieten.“
Mit dem Anschluss Österreichs an das Dritte Reich 1938 endete die Lehrgangstätigkeit. Gut zwei Jahre nach dem Zweiten Weltkrieg wurde die Gesellschaft Deutsche Bildung am 7. August 1947 von der Polizeidirektion Wien schließlich aufgelöst, weil sie nicht den Grundsätzen eines demokratischen Staates entsprach. Bis zu diesem Zeitpunkt war Mudrak noch für die Gesellschaft aktiv, denn er gab im Juni 1947 offiziell Auskunft über das Vereinsvermögen.